# Élections législatives norvégiennes de 1921
Les élections législatives norvégiennes de 1921 (Stortingsvalet 1921, en norvégien) se sont tenues le 24 octobre 1921, afin d'élire les cent cinquante députés du Storting pour un mandat de trois ans. 
L'alliance Parti libéral de gauche / Parti conservateur remporte les élections avec 57 sièges.
Le Parti libéral de gauche obtient 15 sièges grâce à son alliance avec le Parti conservateur. Au cours de ces élections, cette alliance fut intégrale et le parti libéral de gauche n'a pas présenté de listes autonomes.